# 生粋 (缶コーヒー)
生粋（きっすい）は、サッポロ飲料（現・ポッカサッポロフード&ビバレッジ）で販売されていた缶コーヒーのブランド名である。

## 概要
北海道で先行発売され、好評だったために2008年3月24日には全国展開された（「豆焼きたて」は北海道限定販売）。これにより、「JACK」の実質的な後継製品となった。ただし、2009年9月までは「オリジナルブレンド」と「ブラック無糖モカブレンド」を「JACK」ブランドで販売を継続していた。
その後も販売を継続していたが、2013年1月にポッカコーポレーションとの統合によりポッカサッポロフード&ビバレッジに商号変更した際、缶コーヒーに関しては旧ポッカコーポレーションに主力商品の1つである「ポッカコーヒー」がラインナップされているため、統合時に終売となった。

## 商品ラインアップ
- 生粋（コーヒー、190g缶/200ml紙パック〈地域限定〉）
- 生粋 炭焼珈琲（コーヒー、190g缶）
- 生粋 オリジナル（コーヒー、190g缶）
- 生粋 デミタスエクストラ（コーヒー、170g缶）
- 生粋 カフェオレ（コーヒー飲料、190g/200ml紙パック〈地域限定〉）
- 生粋 微糖（コーヒー、190g缶）
- 生粋 マイルド微糖（コーヒー、190g缶）
- 生粋 ロースト微糖（コーヒー、190g缶）
- 生粋 零仕立て（コーヒー、190g缶） - 甘味料（アセスルファムカリウム、スクラロース）を使用することで砂糖ゼロを実現したレギュラータイプ。
- 生粋 BLACK無糖（コーヒー、190g缶）
- 生粋 ブラック（コーヒー、190g缶） - 「生粋 BLACK無糖」のリニューアル品
- 生粋 冷製珈琲（コーヒー、280g缶） - 期間限定品
- 生粋 アイスコーヒー微糖（コーヒー、280g缶） - 「生粋 冷製珈琲」のリニューアル品、期間限定品
- 生粋 豆焼きたて（コーヒー、190g缶） - 北海道限定
- 生粋 極選（コーヒー、190g缶）

## CM
- 上杉周大（2008年 - 2009年） - テレビ・ラジオCM
  - CMソング THE TON-UP MOTORS『生粋のナンバー』 - 北海道のテレビ番組『ブギウギ専務』（札幌テレビ放送）の企画により出演が決定し、CMプロデュースも行った。